# Og Mandino
Augustine "Og" Mandino II (sinh ngày 12 tháng 12 năm 1923 – mất ngày 3 tháng 9 năm 1996) là một tác giả và nhân viên bán hàng người Mỹ gốc Ý. Ông là tác giá cuốn sách bán chạy nhất có tựa đề Người bán hàng vĩ đại nhất thế giới (The Greatest Salesman in the World). Cuốn sách này của ông đã bán được hơn 50 triệu bản và được dịch sang hơn 25 thứ tiếng. Ông còn là Chủ tịch tạp chí Thành công không giới hạn (Success Unlimited) mãi cho đến năm 1976 và được đề cử vào Đại sảnh Danh vọng Diễn giả (Speaker Hall of Fame) của Hiệp hội Diễn giả Quốc gia (National Speakers Association).

## Tiểu sử
Theo Điều tra dân số Hoa Kỳ năm 1930, Mandino sinh ra ở Natick, Massachusetts vào ngày 12 tháng 12 năm 1923, với cha mẹ là Silvio Mandino và Margaret Mandino. Ông được đặt tên là Augustine theo tên ông nội người Ý của ông. Og Mandino từng là biên tập viên của tờ báo thời trung học và dự định theo học trường báo chí của Đại học Missouri. Năm 1940, trước khi ông vào đại học, mẹ ông qua đời vì một cơn đau tim nặng. Ông quyết định làm việc trong một nhà máy giấy cho đến năm 1942. Sau đó, ông gia nhập Quân đoàn Không quân Hoa Kỳ nơi ông trở thành một sĩ quan quân đội và một lính ném bom. Ông đã bay 30 phi vụ làm nhiệm vụ ném bom trên nước Đức trên máy bay B-24 Liberator trong Chiến tranh thế giới thứ hai.
Sau khi thực hiện nghĩa vụ quân sự, Mandino trở thành nhân viên bán bảo hiểm. Một buổi sáng tháng 11 lạnh giá ở Cleveland, ông đã tính đến việc tự tử. Nhưng khi sắp xếp một số cuốn sách trong thư viện, các tập sách tự lực, sách về thành công và động lực đã thu hút sự chú ý của ông ấy. Og Mandino chọn một số tựa sách mang đến bàn và bắt đầu đọc. Sau chuyến thăm thư viện này, ông còn ghé thăm nhiều thư viện khác trên khắp nước Mỹ. Ông đọc hàng trăm cuốn sách bàn về thành công, một trò tiêu khiển giúp ông giảm bớt chứng nghiện rượu. Trong một lần vào thư viện ở Concord, New Hampshire, ông tìm thấy Cuốn sách kinh điển của W. Clement Stone có tựa đề Thành công nhờ thái độ tinh thần tích cực (Success Through a Positive Mental Attitude) là cuốn sách đã thay đổi hoàn toàn cuộc đời Mandino.
Thông tin tiểu sử của tác giả với cuốn sách này chỉ ra rằng ông Clement Stone chính là chủ sở hữu của Công ty bảo hiểm phức hợp. Mandino quyết định đảm nhận vị trí bán hàng tại công ty khi mới độ tuổi 32 tuổi. Trong vòng một năm, Mandino được thăng chức làm giám đốc bán hàng và phá kỷ lục bán hàng. Một cuốn sách nhỏ mà ông ấy viết liên quan đến việc bán hàng ở các thị trường nông thôn đã giúp ông ấy có được một công việc viết quảng cáo và một vị trí trên tạp chí Thành công không giới hạn của W. Clement Stone. Đến năm 1966, Og Mandino là Biên tập viên điều hành của tạp chí và giúp biên tập tuyển tập các bài báo từ tạp chí, Kho báu thành công không giới hạn (A Treasury of Success Unlimited). Sau cùng, Mandino cũng đã trở thành một nhà văn và diễn giả thành công. Các tác phẩm của ông được lấy cảm hứng từ Kinh thánh và chịu ảnh hưởng từ Napoleon Hill, W. Clement Stone và Emmet Fox. Ông được giới thiệu vào Đại sảnh Danh vọng Diễn giả của Hiệp hội Diễn giả Quốc gia.

## Tác phẩm
- A Treasury of Success Unlimited (Hawthorn Books, 1966)
- Người bán hàng vĩ đại nhất thế giới/The Greatest Salesman in the World (Frederick Fell, 1968)
- U.S. in a Nutshell (Hawthorn, 1971)
- Cycles: the Mysterious Forces that Trigger Events (E.R. Dewey with Mandino, Hawthorn, 1971)
- The Greatest Secret In The World (Frederick Fell, 1972)
- The Greatest Miracle In The World (Frederick Fell, 1975)
- The Gift Of Acabar (với Buddy Kaye, Lippincott, 1978)
- The Christ Commission (Lippincott, 1980; một tiểu thuyết hư cấu[8])
- The Greatest Success In The World (Bantam, 1981)
- Og Mandino's University of Success (Bantam, 1982)
- The Choice (Bantam, 1984)
- Mission: Success! (Bantam, 1986)
- The Greatest Salesman In The World Part II: The End Of The Story (Bantam, 1988)
- A Better Way To Live (Bantam, 1990; sách bán chạy Best-Seller[9])
- The Return Of The Ragpicker (Bantam, 1992)
- The Twelfth Angel (Ballantine, 1993)
- The Spellbinder's Gift (Ballantine, 1994)
- Secrets For Success And Happiness (Ballantine, 1995)
- The Greatest Mystery in the World (Ballantine, 1997)